# Wicked game (álbum de Il Divo)
Wicked game (Juego perverso en español) publicado en el 2011, es el quinto álbum de estudio de Il Divo, grupo musical internacional que interpreta temas de crossover clásico.  
 El grupo está comprendido por un cuarteto vocal de cantantes masculinos: el tenor suizo Urs Bühler, el barítono español Carlos Marín, el tenor estadounidense David Miller y el cantante pop francés Sébastien Izambard.
El barítono Carlos Marín, describe la grabación del álbum como «increíble - realmente se puede escuchar la evolución y que la conexión entre nosotros, la forma en que la combinación produce la magia, que es más fuerte que nunca.». El tenor Urs Bühler afirmó que «Creemos que es lo mejor que hemos hecho».

## Lanzamiento
El álbum fue publicado el 28 de noviembre de 2011. Previamente, el álbum se anunció el 2 de septiembre de 2011 en la página web de Il Divo.
La gira de presentación del álbum «Wicked Game» a lo largo de todo el 2012, les llevó a visitar más de 130 ciudades de países como Reino Unido, España, Sudáfrica, Australia, Estados Unidos, Japón, México o Londres. El director creativo de los conciertos la gira fue Biran Burke, responsable de los espectáculos más importantes de la ciudad de Las vegas. 
Durante los conciertos, Il Divo fue acompañado por la orquesta de cada ciudad que visitaba.

## Grabación
El álbum fue producido por Per Magnusson y David Kreuger con la colaboración adicional de Richard “Biff” Stannard.

## Temas
Con una duración total de 41m., los temas del álbum son: «Wicked Game (Melanconia)», «Crying (Llorando)», «Don't Cry for Me Argentina», «Dov'è l'amore», basado en el tema de música de cámara Adagio for Strings de 1937 de Samuel Barber, «Falling Slowly (Te Prometo)», «Come What May (Te Amaré)», «Senza Parole», «Ven a mi (Stay)», «Sempre Sempre» y «Time to Say Goodbye (Con te partirò)». 
Durante los directos de la gira, la canción «Senza Parole» fue interpretada con una nueva versión diferente a la publicada en el álbum de estudio, ya que Sébastien entonaba los coros, añadiéndole letra extra a la canción original: «(..) senza una lacrima, vedrai vedrai (fa male ma vedrai che passerà), capirai (un giorno che anche tu t'innamorerai) (..)»

### Sencillos
- Wicked Game (Melanconia)
- Time to Say Goodbye (Con te partirò)

### Lista de temas
| Wicked Game |                                        |                                                              |          |  |
| N.º         | Título                                 | Escritor(es)                                                 | Duración |  |
| 1.          | «Melanconia» (Wicked Game)             | Chris Isaak                                                  | 4:15     |  |
| 2.          | «Llorando» (Crying)                    | Joe Melson, Roy Orbison                                      | 3:24     |  |
| 3.          | «Don't Cry for Me Argentina»           | Tim Rice, Andrew Lloyd Webber                                | 5:14     |  |
| 4.          | «Dov'è l'amore» (Adagio for Strings)   | Samuel Barber, Marco Marinangeli                             | 3:26     |  |
| 5.          | «Te Prometo» (Falling Slowly)          | Glen Hansard, Markéta Irglová, Rudy Pérez                    | 4:07     |  |
| 6.          | «Te Amaré» (Come What May)             | David Baerwald, Kevin Gilbert                                | 4:56     |  |
| 7.          | «Senza Parole»                         | Jörgen Elofsson, Patrick Jordan-Patrikios, Marco Marinangeli | 4:16     |  |
| 8.          | «Ven a mi» (Stay)                      | Siobham Fahey, Jean Guiot, Marcella Levy, Rudy Pérez         | 3:20     |  |
| 9.          | «Sempre Sempre»                        | Savan Kotecha, Marco Marinangeli                             | 3:47     |  |
| 10.         | «Con te partirò» (Time to Say Goodbye) | Frank Peterson, Lucio Quarantotto, Francesco Sartori         | 4:19     |  |
| 41:04       |                                        |                                                              |          |  |

## Edición especial
Se publicaron dos ediciones especiales del álbum en 2011: 
- Wicked Game. Limited Edition Deluxe Box Set.[5] Edición limitada que incluye el CD «Wicked Game»; el DVD «Live At The London Coliseum» & un libro de tapa dura de 150 páginas, que contiene un reportaje fotografíco en blanco y negro de Carlos, David, Sebastien y Urs a lo largo de las sesiones de grabación del álbum, durante su visita especial a Japón y la preparación de sus espectáculos en el London Coliseum. El libro también contiene fotografías de la banda, ya que regresan a sus países de origen, que nos invita en sus propios hogares para mostrar un poco de sus vidas más allá de Il Divo.[5]
- Wicked Game. Gift Edition.[6] Edición limitada que incluye el CD «Wicked Game»; el DVD «Live At The London Coliseum»

## Personal

### Il Divo
- Carlos Marín
- Sébastien Izambard
- David Miller
- Urs Bühler

## Posición en las listas y certificaciones
El álbum alcanzó el top 20 en las listas nacionales en Australia, Canadá, Nueva Zelanda, España, Suiza, y los Estados Unidos.

### Listas Semanales
| Lista (2011)         | Mejor Posición |
| -------------------- | -------------- |
| Australia            | 11             |
| Canadá               | 11             |
| España               | 7              |
| EE. UU.Billboard 200 | 10             |
| Hungría              | 28             |
| N. Zelanda           | 12             |
| Suiza                | 3              |

### Listas anuales
| Lista (2011)                          | Posición |
| ------------------------------------- | -------- |
| ARIA, Australia                       | 94       |
| Hitparade, Suiza                      | 59       |
| Lista (2012)                          | Posición |
| Ultratop, Bélgica (Región de Flandes) | 45       |
| Jaaroverzichten-Album, P.Bajos        | 84       |
| Hitparade, Suiza                      | 89       |